# Drongo de Mayotte
Dicrurus waldenii
Espèce
Statut de conservation UICN

 VU B1ab(ii,iii,v);D2 : Vulnérable
Le Drongo de Mayotte (Dicrurus waldenii) est une espèce d'oiseau de la famille des Dicruridae. Il est endémique de Mayotte, département d'outre-mer située dans l'archipel des Comores.

## Répartition
Elle est restreinte exclusivement aux îles de Mayotte.

## Habitat
Cet oiseau est cantonné aux lisières des forêts sempervirentes et des bosquets et plantations, au-dessus de la courbe de niveau des 200 m.

## Le Drongo de Mayotte et l'Homme

### Menaces et protection
Comme pour beaucoup d'espèces, son habitat est en déclin, principalement en raison de l'extension des cultures et de la pratique du brûlis.
On estime la totalité de la population mondiale de cette espèce à 100 à 150 couples entre août 2000 et septembre 2003.

### Philatélie
Cet oiseau n'a jusqu'à présent été représenté que sur un seul timbre :
- Mayotte, 2002, 0,46 €